# 18. červen
18. červen je 169. den roku podle gregoriánského kalendáře (170. v přestupném roce). Do konce roku zbývá 196 dní. Svátek má Milan.

## Události

### Česko
- 1311 – Jan Lucemburský uspořádal v Brně zemský sněm.
- 1757 – Sedmiletá válka: Fridrich II. Veliký byl poražen rakouskými vojsky maršála Dauna v bitvě u Kolína.
- 1848 – Nad Prahou a okolím bylo vyhlášeno stanné právo.
- 1855 – Vstupuje v platnost císařské nařízení zavádějící dolnorakouské jednotky jako jediné platné míry a váhy.
- 1882 – V Praze se konal I. všesokolský slet.
- 1936 – Václav Talich poprvé vystupuje v Národním divadle. Nastudováním Dvořákovy Rusalky se ujímá i šéfování opery Národního divadla, kterým zůstal 9 let.
- 1942 – Zradou Karla Čurdy odhalen úkryt parašutistů, kteří provedli atentát na Heydricha, všech sedm vojáků zahynulo.
- 1945 – Příslušníci československé armády vedení Karolem Pazúrem během masakru na Švédských šancích povraždili 265 Karpatských Němců, Maďarů a Slováků.
- 1946 – Nově zvolený parlament se sešel na své první schůzi. Protože jeho hlavním úkolem bylo vypracovat návrh československé ústavy a schválit ji, byl nazýván Ústavodárným národním shromážděním.
- 1958 – XI. sjezd KSČ.
- 2015 – Místo Vladimíra Růžičky byl zvolen jako trenér České hokejové reprezentace Vladimír Vůjtek.

### Svět
- 1178 – Pět mnichů z Canterbury bylo svědkem exploze na povrchu Měsíce, způsobené nejspíše pádem meteoritu.
- 1574 – Polský král Jindřich z Valois uprchl z Krakova, aby nastoupil na francouzský trůn, který se pro něj uprázdnil smrtí jeho bratra Karla IX. Od korunovace Jindřicha polským králem uběhly necelé čtyři měsíce.
- 1767 – Samuel Wallis objevil Tahiti.
- 1812 – Senát USA vyhlásil válku Spojenému království, začátek britsko-americké války.
- 1815 – Prohraná bitva u Waterloo přinutila Napoleona Bonaparta k již druhé abdikaci na francouzský trůn.
- 1928 – Amelia Earhart se stala první ženou, která v letadle přeletěla Atlantský oceán (jako cestující v letadle pilotovaném Wilmerem Stultzem a s mechanikem Lou Gordonem).
- 1940 – Charles de Gaulle pronesl svůj slavný projev k Francii.
- 1950 – Okruh Spa Francorchamps hostil již pátý závod Formule 1. Vítězem se stal Juan Manuel Fangio na voze Alfa Romeo.
- 1973 – Americký prezident Richard Nixon se v Bílém domě setkal s Leonidem Iljičem Brežněvem.
- 1979 – Podpis smlouvy SALT II mezi USA a SSSR.
- 1983 – Raketoplán Challenger odstartoval na misi STS-7. Součástí posádky byla Sally Rideová, která se tak stala první americkou ženou ve vesmíru.
- 2023 – Na své výpravě k troskám Titanicu implodovala ponorka Titan. Zahynulo pět lidí.

## Narození

### Česko

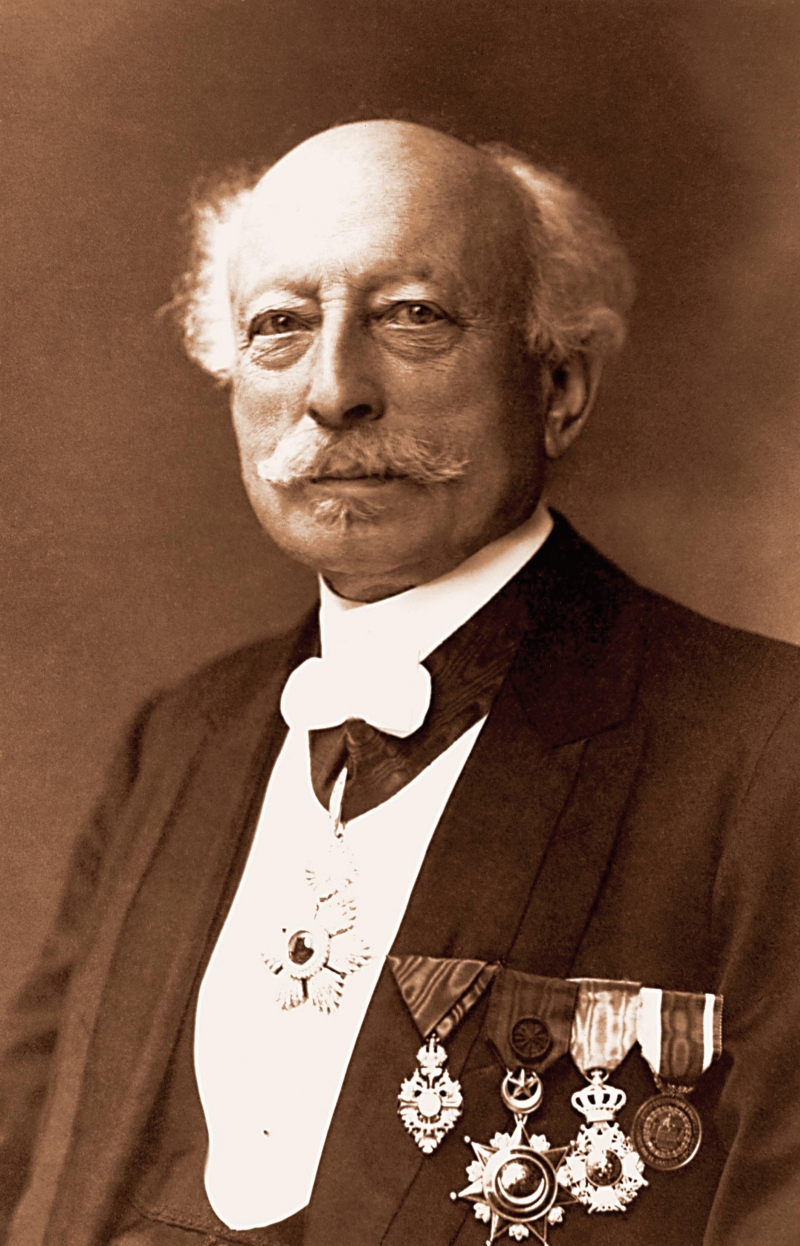
Ludwig Moser (* 1833; sklář)

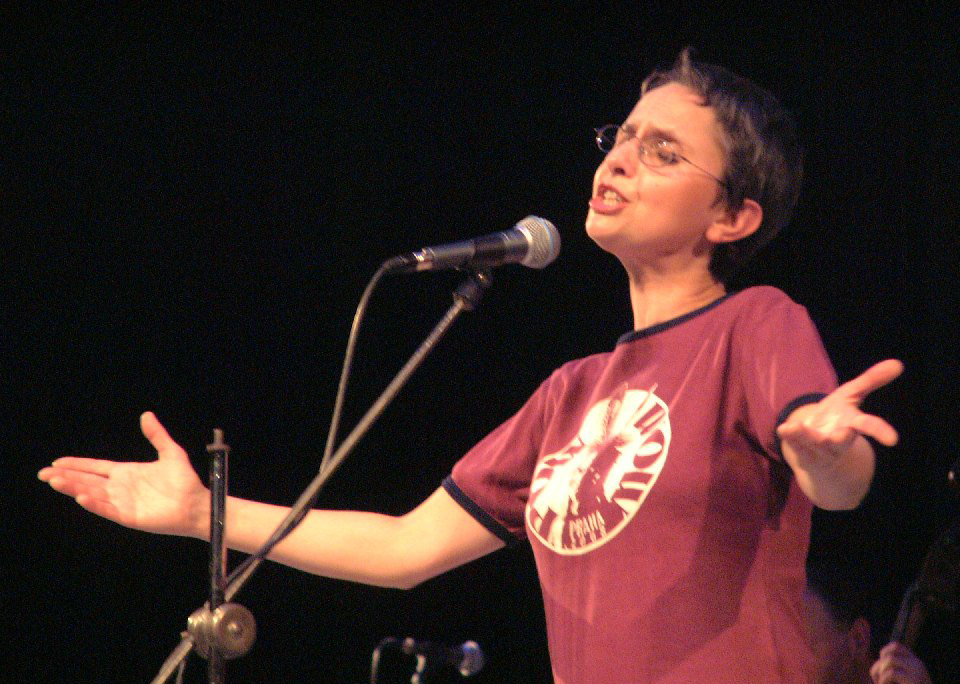
Zuzana Navarová (* 1959; zpěvačka)

- 1696 – Bedřich August Harrach, česko-rakouský šlechtic a politik († 4. června 1749)
- 1744 – Vincenc Josef Schrattenbach, brněnský biskup († 25. května 1816)
- 1822 – František Skopalík, vlastivědný pracovník, písmák a politik († 2. března 1891)
- 1833 – Ludwig Moser, rytec skla a podnikatel († 27. září 1916)
- 1836 – Martin Kolář, pedagog, historik a heraldik († 15. května 1898)
- 1843 – David Popper, violoncellista a hudební skladatel († 7. srpen 1913)
- 1869 – Josef Redlich, poslední ministr financí Předlitavska († 11. listopadu 1936)
- 1875 – Josef Votoček, starosta Horního Růžodolu a zakladatel libereckého gymnázia († 1. listopadu 1932)
- 1882 – Antonín Uhlíř, sociolog a politik († 23. listopadu 1957)
- 1896 – Július Maurer, československý politik, ministr († 24. května 1961)
- 1899 – Quido Záruba, stavební inženýr, geolog († 8. září 1993)
- 1903 – Josef Maleček, hokejista († 26. září 1982)
- 1909 – Julius Mackerle, automobilový konstruktér († 11. září 1988)
- 1911 – Jindřich Uher, ministr několika vlád Československa († 26. července 1985)
- 1912 – Evžen Erban, politik († 26. července 1994)
- 1913 – Karel Gavlík, komunistický poslanec († ?)
- 1914 – Václav Zykmund, výtvarný kritik, malíř a fotograf († 10. května 1984)
- 1920
  - Karel Risinger, skladatel a muzikolog († 11. srpna 2008)
  - Přemysl Otakar Špidlen, mistr houslař († 6. ledna 2010)
- 1926 – Břetislav Holakovský, sochař a medailer
- 1927 – Otta Bednářová, česká disidentka, novinářka, spisovatelka, scenáristka († 5. září 2023)
- 1928 – Karel Mejta, zlatá medaile ve veslování na OH 1952
- 1930
  - Zdeněk Filip, malíř
  - Vratislav Štěpánek, pátý patriarcha Církve československé husitské († 21. července 2013)
- 1938 – Miroslav Stoniš, spisovatel
- 1942 – Ivan Wernisch, básník
- 1945 – Bohumil Veselý, fotbalista
- 1946
  - Milan Kubala, fyzicky handicapovaný atlet, vítěz paraolympiády († 14. března 2020)
  - Rostislav Valušek, básník a grafik
- 1948 – Pavel Vlček, historik umění
- 1959 – Zuzana Navarová, zpěvačka a skladatelka († 7. prosince 2004)
- 1966 – Lou Fanánek Hagen, hudební skladatel, frontman kapely Tři sestry
- 1978 – Jan Hejda, lední hokejista
- 1987 – Dominik Stroukal, ekonom

### Svět

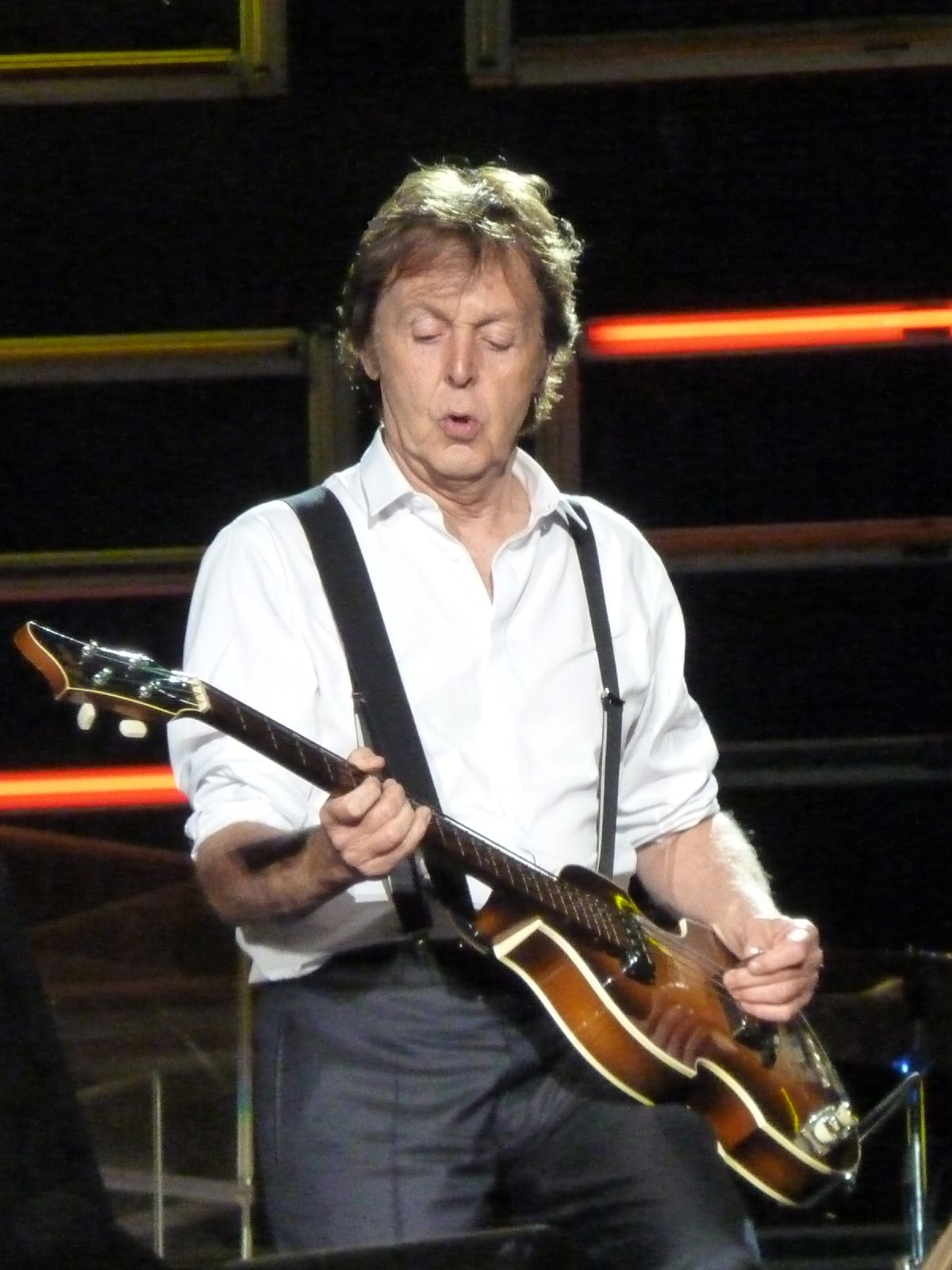
Paul McCartney (* 1942; zpěvák)

- 1264/1269 – Eleonora Anglická, hraběnka z Baru († 12. října 1298)
- 1318 – Eleonora Anglická, geldernská hraběnka z dynastie Plantagenetů († 22. dubna 1355)
- 1332 – Jan V. Palaiologos, byzantský císař († 16. února 1391)
- 1466 – Ottaviano Petrucci, italský tiskař, vynálezce nototisku († 7. května 1539)
- 1511 – Bartolomeo Ammanati, italský architekt a sochař († 13. dubna 1592)
- 1586 – Gabriel Bengtsson Oxenstierna, švédský hrabě a státník († 12. prosince 1656)
- 1666 – Jeanne Delanoue, katolická světice († 17. srpna 1736)
- 1677 – Antonio Maria Bononcini, italský violoncellista a hudební skladatel († 8. července 1726)
- 1716 – Joseph Maria Vien, francouzský malíř († 27. března 1809)
- 1750 – Johann Jahn, rakouský biblista a orientalista († 16. srpna 1816)
- 1757 – Ignaz Joseph Pleyel, francouzský skladatel, dirigent a nástrojař († 14. listopadu 1831)
- 1769 – Robert Stewart, vikomt z Castlereaghu, britský ministr zahraničí († 12. srpna 1822)
- 1799 – William Lassell, anglický astronom-amatér († 5. října 1880)
- 1812 – Ivan Alexandrovič Gončarov, ruský spisovatel († 27. září 1891)
- 1815
  - Ludwig von der Tann-Rathsamhausen, bavorský generál († 26. dubna 1881)
  - Alžběta Pruská, hesenská princezna († 21. března 1885)
- 1816 – Džang Bahádur, vládce Nepálu († 25. února 1877)
- 1841 – Lester Frank Ward, americký sociolog a biolog († 18. dubna 1913)
- 1845 – Charles Louis Alphonse Laveran, francouzský lékař, nositel Nobelovy ceny za fyziologii a lékařství († 18. května 1922)
- 1853 – Mato Kosyk, lužickosrbský básník, publicista a prozaik († 22. listopadu 1940)
- 1868 – Miklós Horthy, maďarský admirál a regent († 1957)
- 1870 – Édouard Le Roy, francouzský filozof, představitel katolického modernismu († 10. listopadu 1954)
- 1872 – Matti Aikio, první sámský básník Norska († 25. července 1929)
- 1875 – Dragutin Maslać, srbský architekt († ? 1937)
- 1882 – Georgi Dimitrov, bulharský komunistický politik a revolucionář († 2. července 1949)
- 1884 – Édouard Daladier, francouzský politik, ministerský předseda a historik († 10. října 1970)
- 1886 – George Mallory, britský horolezec († 8. června 1924)
- 1890
  - Frank Forde, premiér Austrálie († 28. ledna 1983)
  - Avraham Granot, izraelský politik († 5. července 1962)
- 1892 – Ján Borodáč, slovenský herec, dramatik, divadelní režisér a pedagog († 18. února 1964)
- 1894 – Ernst Schneider, vynálezce Voith-Schneiderova lodního šroubu († 1. června 1975)
- 1896 – Władysław Langner, polský generál († 28. září 1972)
- 1898 – Moše Štekelis, izraelský archeolog († 14. března 1967)
- 1901 – Anastázie Nikolajevna, nejmladší dcera cara Mikuláše II. († 17. července 1918)
- 1902 – Paavo Yrjölä, finský olympijský vítěz v desetiboji († 11. února 1980)
- 1903 – Richard Armstrong, anglický spisovatel († 30. května 1986)
- 1904 – Ivan Těrenťjevič Peresypkin, sovětský vojevůdce († 12. října 1978)
- 1905 – Eduard Tubin, estonsko-švédský hudební skladatel a dirigent († 17. listopadu 1982)
- 1906 – Anton Stankowski, německý malíř, grafik a fotograf († 11. prosince 1998)
- 1907
  - H. L. A. Hart, britský právní filozof († 18. prosince 1992)
  - Varlam Tichonovič Šalamov, ruský spisovatel († 17. ledna 1982)
- 1911 – Ferdinand Schneider, německý chemik († 11. května 1984)
- 1912 – Glenn Morris, americký olympijský vítěz v desetiboji († 31. ledna 1974)
- 1918
  - Jerome Karle, americký chemik, Nobelova cena za chemii 1985 († 6. června 2013)
  - Franco Modigliani, italský ekonom, Nobelova cena 1985 († 25. září 2003)
- 1921 – Michel Quoist, francouzský teolog a spisovatel († 18. prosince 1997)
- 1923
  - Jean Delumeau, francouzský historik († 13. ledna 2020)
  - Robert Ellenstein, americký herec († 28. října 2010)
- 1927 – Paul Eddington, britský herec († 4. listopadu 1995)
- 1929 – Jürgen Habermas, německý neomarxistický filozof
- 1930 – Jerry McCain, americký zpěvák a hráč na foukací harmoniku († 28. března 2012)
- 1931 – Fernando Henrique Cardoso, prezident Brazílie
- 1932
  - Dudley Robert Herschbach, americký chemik a laureát Nobelovy ceny za chemii
  - Ján Roháč, slovenský režisér († 5. října 1980)
- 1936
  - Barack Obama starší, keňský ekonom, otec amerického prezidenta Baracka Obamy († 24. listopadu 1982)
  - Victor Lanoux, francouzský komik a dramaturg († 4. května 2017)
- 1938 – Don Harris, americký houslista († 30. listopadu 1999)
- 1939 – Jack Herer, americký politický aktivista († 15. dubna 2010)
- 1942
  - Paul McCartney, anglický zpěvák a hudebník, člen hudební skupiny Beatles
  - Thabo Mbeki, prezident Jižní Afriky
  - Roger Ebert, americký filmový kritik a scenárista († 4. dubna 2013)
- 1946 – Maria Bethânia, brazilská zpěvačka
- 1947 – Hanns Zischler, německý herec
- 1949
  - Jarosław Kaczyński, bývalý polský premiér
  - Lech Kaczyński, bývalý polský prezident († 10. dubna 2010)
- 1950
  - Annelie Ehrhardtová, německá sprinterka, olympijská vítězka
  - Rod de'Ath, velšský rockový bubeník († 1. srpna 2014)
- 1951 – Steve Miner, americký filmový režisér a producent
- 1952 – Isabella Rosselliniová, italská herečka
- 1953 – Vladyslav Terzyul, ukrajinský horolezec († 18. května 2004)
- 1956 – John Scott, anglický varhaník a sbormistr († 12. srpna 2015)
- 1960 – Barbara Broccoliová, americká filmová producentka
- 1963 – Dizzy Reed, americký hudebník (Guns N' Roses, Velvet Revolver)
- 1964 – Hans Florine, americký horolezec
- 1966 – Laetitia Massonová, francouzská filmová režisérka a scenáristka
- 1973
  - Eddie Cibrian, americký herec
  - Alexandra Meissnitzerová, rakouská lyžařka
- 1975 – Martin St. Louis, kanadský lední hokejista
- 1976 – Maxim Galkin, ruský herec
- 1977 – Kaja Kallasová, estonská premiérka
- 1979 – Alexej Grišin, běloruský akrobatický lyžař
- 1982 – Tusi Pisi, samojský ragbista
- 1986
  - Richard Gasquet, francouzský tenista
  - Richard Madden, herec
- 1988 – Josh Dun, americký muzikant, bubeník skupiny Twenty One Pilots
- 1989
  - Pierre-Emerick Aubameyang, gabonský fotbalista
  - Anna Veithová, rakouská alpská lyžařka
- 1991 – Willa Hollandová, americká herečka
- 1994 – Takeoff, americký rapper († 1. listopadu 2022)
- 1996 – Hugo Keenan, irský ragbista

## Úmrtí

### Česko
- 1821 – Ludvík Kohl, český malíř a řezbář (* 17. dubna 1746)
- 1855 – Josef Max, česko-německý sochař (* 16. ledna 1804)
- 1902 – Gustav Dörfl, básník a překladatel (* 24. června 1855)
- 1912 – Hugo Baar, český malíř (* 3. března 1873)
- 1942
  - Jan Hrubý, příslušník výsadku Bioscop (* 4. března 1915)
  - Adolf Opálka, voják, velitel skupiny Out Distance (* 4. ledna 1915)
  - Jan Kubiš, československý voják zapojený do atentátu na říšského protektora Reinharda Heydricha (* 24. června 1913)
  - Jozef Gabčík, československý voják zapojený do atentátu na říšského protektora Reinharda Heydricha (* 8. dubna 1912)
  - Jaroslav Švarc, voják a příslušník výsadku Tin (* 11. května 1914)
  - Josef Valčík, voják, příslušník výsadkové skupiny Silver A (* 2. listopadu 1914)
  - Josef Bublík, voják a příslušník výsadku Bioscop (* 12. února 1920)
- 1955 – Ladislav Žemla, československý tenista (* 6. listopadu 1887)
- 1956
  - František Smotlacha, český mykolog a zakladatel českého vysokoškolského sportu (* 30. ledna 1884)
  - Václav Münzberger, kameraman (* 24. listopadu 1887)
- 1957 – Anna Maria Tilschová, česká prozaička (* 11. listopadu 1873)
- 1960 – Karel Mareš, generál a letec (* 3. listopadu 1898)
- 1965 – Jindřich Schwarzenberg, vévoda krumlovský (* 29. ledna 1903)
- 1982 – Bohumír Lomský, ministr národní obrany Československa (* 22. dubna 1914)
- 1991 – Zdeněk Pluhař, spisovatel (* 16. května 1913)
- 2010 – Vladimír Justl, literární vědec (* 1928)
- 2012
  - Eva Klepáčová, česká moderátorka a herečka (* 2. května 1933)
  - Vladimír Koza, český lékař, hematoonkolog (* 4. července 1954)
- 2018 – Laco Tropp, československý jazzový bubeník (* 15. března 1939)

### Svět

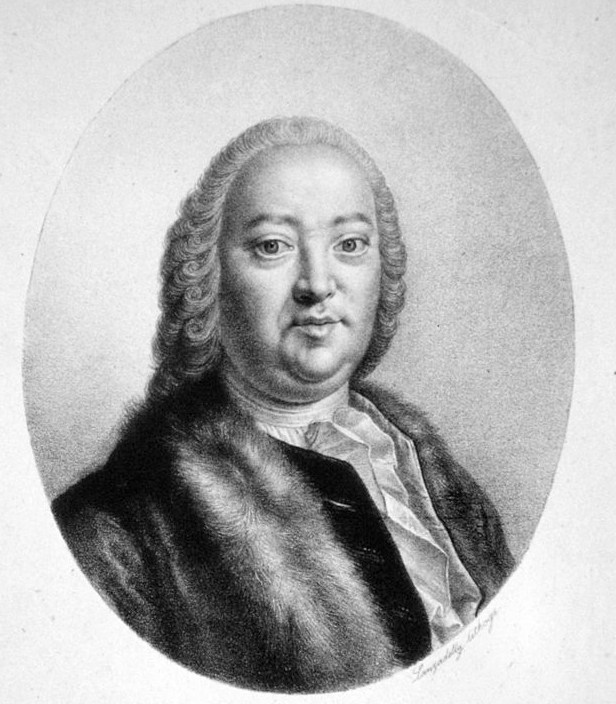
Gerard van Swieten († 1772)

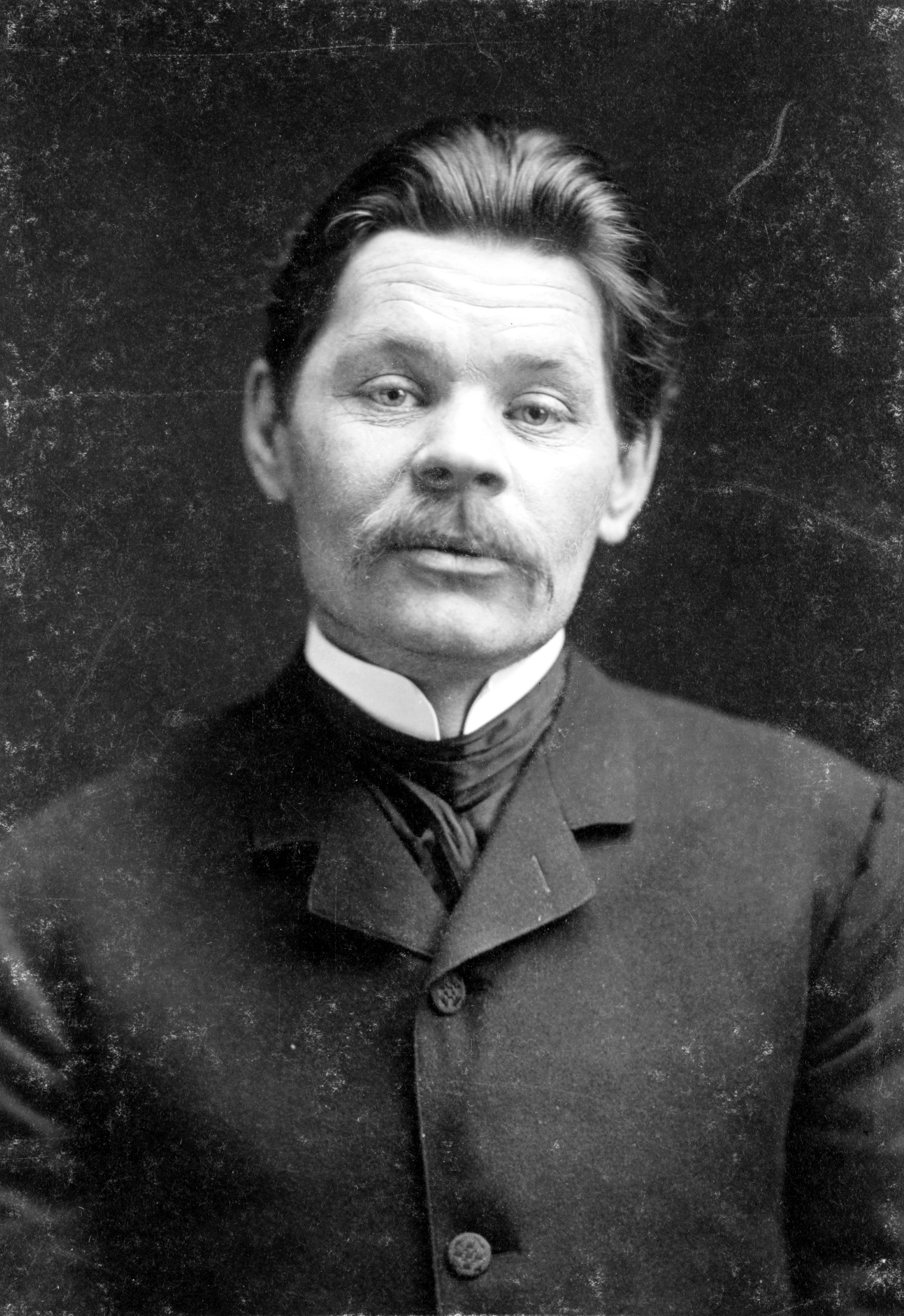
Maxim Gorkij († 1936)

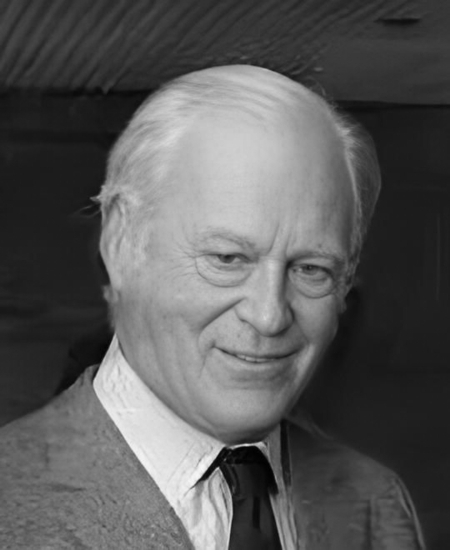
Curd Jürgens († 1982)

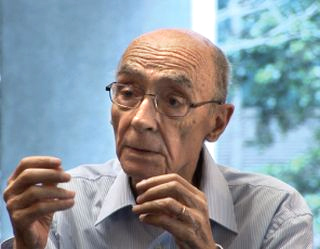
José Saramago († 2010)

- 0741 – Leon III. Syrský, byzantský císař (* 675)
- 1165 – Alžběta ze Schönau, německá řeholnice a mystička (* 1129)
- 1291 – Alfons III. Aragonský, král Aragonu (* 1265)
- 1297 – Guta Habsburská, česká královna, první manželka Václava II. (* 1271)
- 1464 – Rogier van der Weyden, nizozemský malíř (* 1399/1400)
- 1548 – Pascual de Andagoya, španělský mořeplavec (* 1495)
- 1652 – Kazimír Falcko-Zweibruckenský, německý šlechtic (* 20. dubna 1589)
- 1667 – Luisa Henrietta Oranžská, nizozemská princezna a braniborská kurfiřtka (* 7. prosince 1627)
- 1715 – Heinrich Franz von Mannsfeld, rakouský diplomat, polní maršál (* 21. listopadu 1640)
- 1726 – Michel Richard Delalande, francouzský barokní skladatel (* 1657)
- 1765 – František Barkóci, ostřihomský arcibiskup a spisovatel (* 15. října 1710)
- 1772 – Gerard van Swieten, nizozemský lékař a osvícenský reformátor (* 7. května 1700)
- 1787 – Marie Žofie Helena Beatrice Bourbonská, dcera francouzského krále Ludvíka XVI. (* 9. července 1786)
- 1794 – Jérôme Pétion de Villeneuve, francouzský revolucionář (* 3. ledna 1756)
- 1804 – Marie Amálie Habsbursko-Lotrinská, rakouská arcivévodkyně, dcera Marie Terezie (* 26. února 1746)
- 1815 – Guillaume Philibert Duhesme, francouzský generál (* 7. července 1766)
- 1865 – Gaspard-Pierre-Gustave Joly, francouzský obchodník a fotograf (* 5. února 1798)
- 1880 – John Sutter, občan Kalifornie švýcarského původu, spojovaný se „Zlatou horečkou“ v Kalifornii (* 1803)
- 1905 – Per Teodor Cleve, švédský chemik a geolog (* 1840)
- 1907 – Alexander Stewart Herschel, britský astronom (* 5. února 1836)
- 1916
  - Max Immelmann, německý stíhací pilot (* 1890)
  - Helmuth von Moltke mladší, německý generál (* 25. května 1848)
- 1922 – Jacobus Kapteyn, nizozemský astronom (* 19. ledna 1851)
- 1924 – Eduardo Acevedo Díaz, uruguayský spisovatel (* 20. dubna 1851)
- 1925 – Matylda Bavorská, bavorská princezna, hraběnka z Trani (* 30. září 1843)
- 1926 – Olga Konstantinovna Romanovová, řecká královna (* 3. září 1851)
- 1929 – Carlo Airoldi, italský atlet, specialista na vytrvalostní běhy (* 21. září 1869)
- 1930 – Jules Richard, francouzský průmyslník a fotograf (* 19. prosince 1848)
- 1935 – René Crevel, francouzský surrealistický básník a spisovatel (* 10. srpna 1900)
- 1936 – Maxim Gorkij, ruský spisovatel (* 1868)
- 1937 – Gaston Doumergue, francouzský prezident (* 1. srpna 1863)
- 1945 – Simon Bolivar Buckner mladší, americký generálporučík (* 18. července 1886)
- 1946 – Dragoljub Mihailović, srbský generál (* 26. dubna 1893)
- 1952 – Jefim Bogoljubov, ukrajinský šachový velmistr (* 14. dubna 1889)
- 1953 – René Fonck, francouzský stíhací pilot (* 1894)
- 1962 – Alexej Innokenťjevič Antonov, sovětský generál (* 15. září 1896)
- 1964 – Giorgio Morandi, italský malíř a grafik (* 20. července 1890)
- 1966 – Lothar Schreyer, německý malíř (* 19. října 1886)
- 1968 – Nikolaus von Falkenhorst, německý generál Wehrmachtu (* 17. ledna 1885)
- 1971 – Paul Karrer, švýcarský chemik, Nobelova cena za chemii (* 21. dubna 1889)
- 1974 – Georgij Konstantinovič Žukov, sovětský vojevůdce a politik, maršál SSSR (* 1896)
- 1975 – Samuel Hugo Bergmann, izraelský filosof, zakladatel Židovské národní knihovny, rektor Hebrejské univerzity v Jeruzalémě (* 25. prosince 1883)
- 1977 – Franco Rol, italský automobilový závodník (* 1908)
- 1980 – Kazimierz Kuratowski, polský matematik (* 2. února 1896)
- 1982 – Curd Jürgens, rakouský divadelní a filmový herec německo-francouzského původu (* 1915)
- 1987 – Bruce Marshall, skotský spisovatel (* 24. června 1899)
- 1988 – Archie Cochrane, skotský lékař (* 12. ledna 1909)
- 1992 – Mordechaj Ardon, izraelský malíř (* 13. července 1896)
- 1994 – Jekuti'el Jehuda Halberstam, ortodoxní rabín (* 10. ledna 1905)
- 1997
  - Edmond Leburton, premiér Belgie (* 18. dubna 1915)
  - Lev Kopelev, sovětský spisovatel (* 9. dubna 1912)
- 2007 – Vilma Espín, kubánská chemická inženýrka, revolucionářka a manželka současného kubánského prezidenta Raúla Castra (* 1930)
- 2009 – Giovanni Arrighi, italský sociolog a politický ekonom (* 7. července 1937)
- 2010 – José Saramago, portugalský spisovatel, dramatik a novinář, nositel Nobelovy ceny za literaturu (* 16. listopadu 1922)
- 2011
  - Jelena Bonnerová, sovětská disidentka a aktivistka (* 15. února 1923)
  - Bob Pease, americký vynálezce (* 22. srpna 1940)
  - Clarence Clemons, americký saxofonista, zpěvák, hudební skladatel a herec (* 11. ledna 1942)
  - Frederick Chiluba, druhý prezident Zambie (* 30. dubna 1943)
- 2012
  - Horacio Coppola, argentinský fotograf a filmař (* 31. července 1906)
  - Victor Spinetti, velšský herec (* 2. září 1929)
- 2014 – Horace Silver, americký jazzový pianista a skladatel (* 2. září 1928)
- 2018 – Jahseh Dwayne Ricardo Onfroy, americký rapper (* 23. ledna 1998)
- 2020
  - Vera Lynn, britská zpěvačka, textařka, a herečka (* 20. března 1917)
  - Sergej Nikitič Chruščov, rusko-americký historik, syn sovětského vůdce Nikity Chruščova (* 2. července 1935)
- 2024
  - Anouk Aimée, francouzská herečka (* 27. dubna 1932)
  - James Chance, americký hudebník, zpěvák a saxofonista (* 20. dubna 1953)
  - Willie Mays, americký baseballista (* 6. května 1931)

## Svátky

### Česko
- Milan, Milana
- Milíč, Milík, Miloň, Milovan, Milovín
- Milota, Milutín
- Cedrik, Sedrik

Slovensko
- Vratislav

### Svět
- Norsko – Bjarne a Bjørn
- Egypt – Den evakuace
- OSN – Den udržitelné gastronomie
- OSN – Mezinárodní den boje proti hate speech

| 18. červen v pražském KlementinuÚdaje jsou platné k 29. 4. 2025. | 18. červen v pražském KlementinuÚdaje jsou platné k 29. 4. 2025. | 18. červen v pražském KlementinuÚdaje jsou platné k 29. 4. 2025. |
| minimum                                                          | denní průměr                                                     | maximum                                                          |
| ---------------------------------------------------------------- | ---------------------------------------------------------------- | ---------------------------------------------------------------- |
| 6,2 °C (1882)                                                    | 18,4 °C (od 1961)                                                | 33,9 °C (2021)                                                   |